# 长钩须鳎
长钩须鳎（学名：Paraplagusia bilineata）为舌鳎科须鳎属的鱼类，俗名歪嘴、双线副须鳎、密鳞龙利、双线拟须鳎等。分布于西达红海至南非纳塔尔、南达俾士麦群岛以及两广、福建及台湾等海区等，属于热带及暖水性浅海底层鱼。其一般生活于泥沙底海区。该物种的模式产地在印度尼西亚及中国。

## 深度
水深5至120公尺。

## 特徵
本魚體極側扁，似舌形，口小，兩眼同位於左側，有眼側的唇緣具一行穗狀小鬚。魚體為深褐色，無胸鰭，背鰭、臀鰭與尾鰭相連接，尾鰭尖形，體長可達30公分。

## 生態
本魚主要棲息於溫帶淺海，平時大多停棲於海底，並將魚體埋藏於沙泥中，只露出兩眼觀察四周，能隨環境略為改變體色，游泳能力不佳，以波浪狀的方式上下擺動魚體來游泳，屬肉食性，以小型無脊椎動物為食。

## 經濟利用
為食用魚，適合油炸食用。

## 扩展阅读
維基物種上的相關：雙線鬚鰨